# 아우토반 3호선
아우토반 3호선(독일어: Bundesautobahn 3、BAB 3 분데스아우토반 3[*], A3)은 독일의 고속도로인 아우토반의 3호선이다. 북서부의 네덜란드 국경 부근 베젤(de:Wesel)에서부터 시작하여 남동부의 오스트리아 국경 부근 파사우까지 이른다.
총 연장은 778 km으로, 라인-루르 지방과 남부 독일의 교통 문제를 해소하는 역할을 하고 있다.
유럽 고속도로 34호선, 35호선, 41호선, 42호선, 44호선, 45호선, 56호선의 일부에 속해 있다.

## 주요 경유지

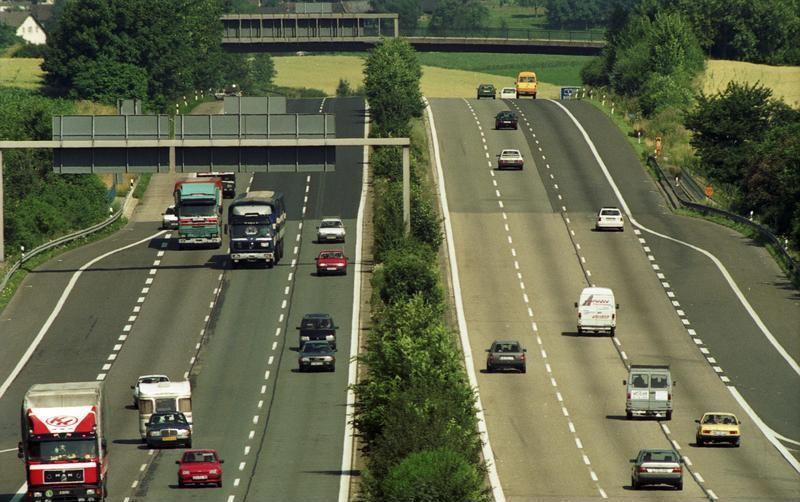
1991년 당시의 아우토반 3호선

- 오버하우젠
- 뒤스부르크
- 뒤셀도르프
- 레버쿠젠
- 쾰른
- 비스바덴
- 프랑크푸르트
- 뷔르츠부르크
- 뉘른베르크
- 레겐스부르크

## 같이 보기
- 아우토반
- 아우토반 목록